# Одинокая леди
«Одинокая леди» (англ. The Lonely Lady) — американский драматический фильм 1983 года режиссёра Петера Шашди. Экранизация одноимённого романа Гарольда Роббинса, лауреат шести премий «Золотая малина».

## Сюжет
В основу сюжета лёг одноимённый роман Гарольда Роббинса. Начинающая писательница Джерили Рандолл мечтает о карьере голливудской сценаристки. Однако уже начиная с первой литературной премии, полученной в старших классах, её карьера сопряжена с постоянным насилием, в том числе сексуальным: после вечеринки в её честь её насилуют одноклассники. Брак с популярным сценаристом Уолтером Торнтоном распадается, поскольку тот завидует таланту Джерили. Она сходится с женатым актёром Гаем Джексоном, но роман обрывается, когда Джерили признаётся любовнику, что ждёт от него ребёнка, и она вынуждена сделать аборт. В дальнейшем ей приходится переспать с директором ночного клуба, пообещавшим за это пристроить её сценарий, и двумя его клиентами. В итоге героине присуждают престижную премию, но она не в силах принять её на глазах у всех, чьи издевательства терпела на протяжении карьеры.

## Критика
Критики отрицательно оценили ленту. Так, Роджер Эберт в Chicago Sun-Times написал, что «Одинокая леди» не может даже называться худшим фильмом года, поскольку напрочь лишена юмора. По словам Эберта, картину характеризуют обычные признаки плохих фильмов — надрывная актёрская игра, банальный сюжет, закадровый голос, затыкающий неловкие дыры между сценами. Он также отмечает абсурдность некоторых сцен (изнасилование главной героини розой), неуклюжий язык, отсутствие логики в поведении героев и его внезапные изменения. В New York Times Дженет Маслин написала, что никто из актёров, кроме исполнявшей главную роль Пиа Задоры и нескольких эпизодических ролей, не сыграл профессионально, все костюмы, кроме одежды главной героини, уродливы и плохо пошиты, а декорации кошмарны. Тексты, которые якобы сочиняет гениальная писательница, лишены всякой литературной ценности, а её романы, по словам Маслин, «даже не выглядят, как настоящие книги». На сайте Rotten Tomatoes фильм имеет зрительский рейтинг 26 % и отрицательные оценки от 12 критиков.
Фильм был номинирован на антипремию «Золотая малина» в десяти категориях и стал её лауреатом в шести — на тот момент рекордный показатель. «Одинокая леди» была признана худшим фильмом года, антипремия была также присуждена в категориях «худшая режиссура», «худший сценарий», «худшая музыка к фильму», «худшая песня» (за «The Way You Do It») и «Худшая главная женская роль». Рекорд «Одинокой леди» был побит в 1996 году, когда фильм «Шоугёлз» получил семь премий «Золотая малина».